# La nostra germana petita
La nostra germana petita (海街diary, Umimachi Diary, lit. "Diari de la ciutat costanera") és una pel·lícula japonesa de l'any 2015, dirigida per Hirokazu Koreeda i protagonitzada per Haruka Ayase, Masami Nagasawa, Kaho i Suzu Hirose. Conta la història de tres germanes que viuen en Kamakura, i després de la mort del seu pare coneixen a una nova germanastra de 14 anys. Se basa en el manga homònim d'Akimi Yoshida. Va ser seleccionada per a competir pel Palma d'Or al 68è Festival Internacional de Cinema de Canes de 2015. Ha estat doblada al català.

## Argument
Sachi (Haruka Ayase), Yoshino (Masami Nagasawa) i Chika Kōda (Kaho) són tres germanes de 29, 22 i 19 anys d'edat, respectivament. Les germanes viuen a la casa dels seus avis a Kamakura, on van créixer després que els seus pares es van separar i les van abandonar. Un dia reben notícies de la mort del seu pare, a qui no han vist en quinze anys. En el funeral, descobreixen que tenen una germanastra, Suzu Asano (Suzu Hirose), de 14 anys. Pel fet que no hi ha ningú qui la cuidi, Sachi la convida a viure amb elles.

## Repartiment
- Haruka Ayase com Sachi Kōda.
- Masami Nagasawa com Yoshino Kōda.
- Kaho com Chika Kōda.
- Suzu Hirose com Suzu Asano.
- Ryo Kase com Sakashita.
- Kirin Kiki com Fumiyo Kikuchi.
- Lily Franky com Sen-ichi Fukuda.
- Jun Fubuki com Sachiko Ninomiya.
- Shinichi Tsutsumi com Kazuya Shiina.
- Shinobu Otake com Miyako Sasaki.
- Luna Yoko Morishita Tobón com Mesera.

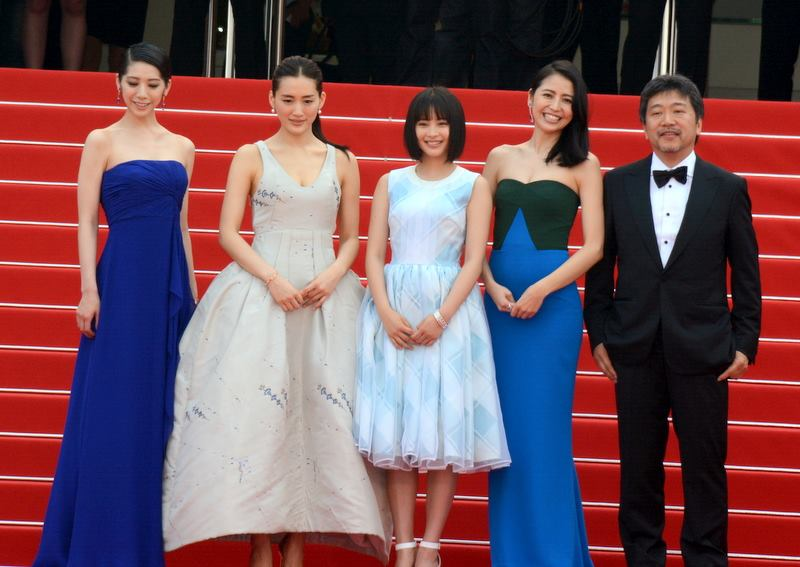
El director i les estrelles al 68è Festival Internacional de Cinema de Canes.

## Producció
La pel·lícula va ser produïda per Fuji Television, Shogakukan, Toho i Gaga Corporation. El rodatge va començar al juliol de 2014.

## Estrena
Es va estrenar al 68è Festival Internacional de Cinema de Canes, i el 13 de juny de 2015, va ser estrenada al Japó. El 14 d'octubre de 2015, es va estrenar a Londres, Anglaterra com a part del Festival de Cinema de Londres.

### Taquilla
La pel·lícula ha recaptat ¥ 1,55 mil milions al Japó.

### Recepció
Rotten Tomatoes va reportar un 93% d'aprovació per a Our Little Sister, basat en 102 crítics. La pel·lícula també té una mitjana de 75/100 en Metacritic. Steven Rea de The Philadelphia Inquirer li va donar quatre estrelles completes i va dir que "aquest és el tipus de pel·lícula que et farà sentir restaurat, potser també una mica boirosa". Calvin Wilson de St. Louis Post-Dispatch s'hi referia com "un bell drama amb matisos còmics sobre la tensió entre les comoditats de la vida familiar i les immenses possibilitats més enllà d'ella. […] una pel·lícula perspicaç que es compara amb el treball dels directors britànics Mike Leigh i Ken Loach."
A. O. Scott de The New York Times va elogiar l'argument de la pel·lícula: "Sembla que vaga per petits incidents i ocupacions mundanes, adquireix impuls i pes dramàtic a través d'un tipus brillant de sigil narració". Va dir que la pel·lícula "baixa tan fàcilment com un glop del vi de pruna que elaboren les germanes i, tanmateix, deixa l'espectador saciat i embriagat." Kenji Fujishima de The Village Voice troba la pel·lícula menys potent que Stil lWalking (2008) i De tal pare, tal fill (2013), escrivint que la pel·lícula té "una reticència emocional que de vegades arriba a ser massa subtil per al seu propi bé. […] els moments d'amargor i angoixa no tenen l'impacte que haurien de tenir. tenir." Tot i així, Fujishima va elogiar l'actuació i també va elogiar una escena que mostra "la lloable humanitat al cor de la pacient i afectuosa visió del món de Kore-eda".
Va ser l'elecció de Christian Blauvelt a la llista de IndieWire del 2018 de les millors pel·lícules japoneses del segle XXI, escrivint que "Kore-eda no s'endinsa en l'histriònic que solen implicar les representacions de "famílies trencades" en pel·lícules americanes: aquestes dones joves saben que s'han de conformar, seguir amb la vida i deixar enrere l'autocompasió."

## Premis
Les actuacions dels actors van rebre respostes positives dels crítics. Les quatre actrius que van retratar a les germanes van ser totes premiades o nominades per als 39th Premis de l'Acadèmia Japonesa. (Haruka Ayase va ser nominada a Millor Actriu Principal, Masami Nagasawa i Kaho van ser nominats a la Millor Actriu de Repartiment i Suzu Hirose va guanyar a Novençà de l'Any.)
La pel·lícula també va guanyar el Premi del Públic al Festival Internacional de Cinema de Sant Sebastià.